# War Rock
War Rock (워록 en coreà) és un videojoc online bèl·lic gratuït. El joc funciona sota el motor gràfic Jindo, propietat de Dreamexecution Arxivat 2008-07-23 a Wayback Machine., i consta de tres versions distintes, distribuïda cadascuna de forma independent.
Així doncs, Nexon s'encarrega de la versió coreana, Lievo Arxivat 2009-08-21 a Wayback Machine. s'encarrega de la versió japonesa del joc, K2 Network Arxivat 2008-11-07 a Wayback Machine. ho fa amb la versió internacional, que va sortir en la seva versió final el febrer del 2007 i Amped Arxivat 2008-09-08 a Wayback Machine.amb la versió filipina.
Actualment hi juguen més de 28.000 jugadors a Corea, sumats als gairebé 2 milions de jugadors a nivell mundial es converteix en un dels successors de Counter-Strike o Battlefield 1942.

## Seguretat
Per a combatre als tramposos (en anglès, cheaters) la versió internacional del joc utilitza el sistema HackShield, la versió coreana utilitza el GameGuard i la japonesa utilitza el sistema de seguretat X-Trap. Els cheaters han descendit en la versió Internacional des de la inclusió de PunkBuster en el joc. No obstant això, pot ser difícil de distingir un trampós d'un jugador legítim. Els desenvolupadors i els jugadors amb comptes especials tenen accés a articles i armes addicionals. També, WarRock conté molts bugs i exploits que són utilitzats per a fer paranys en el joc sense necessitat de recórrer a cap hack o cheat. Les versions inicials de WarRock van tenir molts més errors de seguretat que les actuals.
En els seus inicis, el War Rock no tenia sistema d'AntiCheats (Anti paranys) però tenia més bugs (errors en el joc). Però el sistema Anticheats actual no serveix de massa, ja que els cheaters (tramposos) usen programes per burlar la seguretat i usar cheats (paranys) en el joc.

## Maneres de joc i mapes (WarRock internacional)
- Close Quarters Combat (Mapes petits): Són mapes petits en els quals es poden jugar partides de 8 a 16 jugadors jugadors. Són els següents:
  - Cadoro
  - Karaqum
  - Khyber
  - Marien
  - Velruf(Aquest és convertit en Xvelruf quan arriba les dates de nadal i passades aquesta torna al seu estat original)
  - Xauen (aquest és convertit en Xauen Haloween quan arriba les dates de haloween i passades aquesta torna al seu estat original)
  - Bloc (Est és convertit en Bloc Halloween quan arriba Halloween i passades aquesta torna al seu estat original)
  - Khali
  - Beringia
  - artifact

- El mode de CQC té una submodalitat afegida fa poc, que consisteix en un duel a mort continu i d'accion frenètica. Solament es pot jugar en un format de 4 jugadors per equip, a diferència de la manera normal. Aquests són els seus mapes:

- - Red Clover
  - Cold Cave
  - Rusty Nails
  - Blue Storm
  - Dark Glow

- Urban Ops (Mapes mitjans): En aquest tipus de joc es poden usar vehicles com cotxes, tancs o helicòpters. Poden jugar partides de 8 a 24 jugadors. Els mapes en els quals es pot jugar són els següents:
  - Alberon
  - Cantumira
  - Emblem
  - Havana
  - Harbor Elia
  - Harbor IDA
  - Montana
  - Ravello
  - Ravello 2nd Street
  - Zakhar
  - Nerbil
  - Vitious
  - Odyssey
  - Cloud Forest
  - Paroho

- Battle Group (Mapes grans): Es juga en mapes grans i en alguns mapes, a part de manejar cotxes, tancs i helicòpters, també es poden manejar avions en partides de fins a 32 jugadors. Es juga en els següents mapes:
  - Cantumira
  - Conturas
  - Crater
  - Emblem
  - Engrene
  - Ohara
  - Zakhar
  - Pargona
  - Pargona East
  - Bandar
  - Thamugadi
  - Cloud Forest
  - Crater

## Regions suportades
La versió internacional és suportada solament en algunes regions del món. El gamer al moment de registrar-se veurà la següent llista de països en els quals efectivament el joc funcionarà. Els països d'Amèrica del Sud i Àfrica estan exclosos de forma oficial encara que mitjançant certs proxys és possible accedir als servidors.